# Phidippus yashodharae
Phidippus yashodharae là một loài nhện trong họ Salticidae.
Loài này thuộc chi Phidippus. Phidippus yashodharae được Benoy Krishna Tikader miêu tả năm 1977.